# Ugo di Saint Omer
Ugo di Saint-Omer conosciuto anche come Ugo di Sant'Omero, Ugo di Falkenberg o Fauquembergues (Thérouanne, ... – 1106), fu Principe di Galilea e Signore di Tiberiade dal 1101 sino alla morte.

## Biografia
Ugo fu signore di Fauquembergues mentre la sua famiglia, che divenne famosa nelle Crociate, era originaria della vicina Saint-Omer.
Il feudo di Fauquembergue apparteneva alla dinastia dei castellani di Sant'Omero, molti cadetti sono conosciuti con questo nome.
Ugo partecipò alla Prima crociata accanto a Roberto II di Fiandra ma già nel 1098 era accanto a Baldovino di Boulogne in Mesopotamia, dove questi si appropriò della Contea di Edessa. 
Nel 1101 era a Gerusalemme quando la reggenza del Principato di Antiochia fu affidata a Tancredi d'Altavilla ed il suo principato di Galilea, rimasto vacante, fu assegnato ad Ugo.
Ugo portò soccorso a Baldovino I, re di Gerusalemme, che si era ritirato a Giaffa dopo la battaglia di Ramla del 1102.
Nel 1105 fece costruire il castello di Toron per contribuire alla conquista di Tiro, che era ancora in mano ai Fatimidi.
Alla testa di un manipolo di cavalieri e fanti, cadde in una imboscata durante una razzia in territorio selgiuchide, trafitto dai dardi nemici secondo Alberto di Aquisgrana, catturato e giustiziato secondo altri: un drammatico epilogo che avrebbe segnato anche il destino del suo successore, Gervasio di Bazoches. 

### Matrimonio e discendenza
Ugo e sua moglie, di cui non conosciamo il nome, ebbero due figlie:
- Eschiva di Fauquembergues, dama di Tabaria, che sposò Guglielmo II di Bures, Principe di Galilea;
- Helvis, la cui figlia, Agnese sposò Gualtiero III di Brisebarre, Signore di Beirut